# Monétay-sur-Loire
Monétay-sur-Loire és un municipi francès, situat al departament de l'Alier i a la regió d'Alvèrnia-Roine-Alps. L'any 2007 tenia 297 habitants.

## Demografia

### Població
El 2007 la població de fet de Monétay-sur-Loire era de 297 persones. Hi havia 120 famílies de les quals 40 eren unipersonals (16 homes vivint sols i 24 dones vivint soles), 40 parelles sense fills, 32 parelles amb fills i 8 famílies monoparentals amb fills.
La població ha evolucionat segons el següent gràfic:
Habitants censats

### Habitatges
El 2007 hi havia 178 habitatges, 129 eren l'habitatge principal de la família, 20 eren segones residències i 28 estaven desocupats. 174 eren cases i 4 eren apartaments. Dels 129 habitatges principals, 83 estaven ocupats pels seus propietaris, 40 estaven llogats i ocupats pels llogaters i 6 estaven cedits a títol gratuït; 1 tenia una cambra, 5 en tenien dues, 27 en tenien tres, 33 en tenien quatre i 64 en tenien cinc o més. 98 habitatges disposaven pel capbaix d'una plaça de pàrquing. A 75 habitatges hi havia un automòbil i a 39 n'hi havia dos o més.

### Piràmide de població
La piràmide de població per edats i sexe el 2009 era:
| Homes | Edats   | Dones |
| ----- | ------- | ----- |
| 0     | 95 o +  | 0     |
| 0     | 90 a 94 | 0     |
| 12    | 85 a 89 | 0     |
| 0     | 80 a 84 | 4     |
| 12    | 75 a 79 | 16    |
| 12    | 70 a 74 | 16    |
| 8     | 65 a 69 | 8     |
| 12    | 60 a 64 | 12    |
| 4     | 55 a 59 | 16    |
| 8     | 50 a 54 | 4     |
| 12    | 45 a 49 | 20    |
| 16    | 40 a 44 | 12    |
| 16    | 35 a 39 | 0     |
| 8     | 30 a 34 | 8     |
| 12    | 25 a 29 | 16    |
| 8     | 20 a 24 | 0     |
| 12    | 15 a 19 | 16    |
| 8     | 10 a 14 | 8     |
| 0     | 5 a 9   | 8     |
| 4     | 0 a 4   | 8     |

## Economia
El 2007 la població en edat de treballar era de 162 persones, 99 eren actives i 63 eren inactives. De les 99 persones actives 89 estaven ocupades (52 homes i 37 dones) i 11 estaven aturades (6 homes i 5 dones). De les 63 persones inactives 28 estaven jubilades, 11 estaven estudiant i 24 estaven classificades com a «altres inactius».

### Ingressos
El 2009 a Monétay-sur-Loire hi havia 133 unitats fiscals que integraven 305 persones, la mediana anual d'ingressos fiscals per persona era de 12.233 €.

### Activitats econòmiques
Dels 11 establiments que hi havia el 2007, 2 eren d'empreses extractives, 1 d'una empresa alimentària, 1 d'una empresa de fabricació d'altres productes industrials, 2 d'empreses de construcció, 1 d'una empresa de comerç i reparació d'automòbils, 1 d'una empresa d'hostatgeria i restauració i 3 d'empreses de serveis.
Dels 3 establiments de servei als particulars que hi havia el 2009, 1 era una fusteria, 1 electricista i 1 restaurant.
L'únic establiment comercial que hi havia el 2009 era una fleca.
L'any 2000 a Monétay-sur-Loire hi havia 39 explotacions agrícoles que ocupaven un total de 2.438 hectàrees.

## Equipaments sanitaris i escolars
El 2009 hi havia una escola elemental.

## Poblacions més properes
El següent diagrama mostra les poblacions més properes.